# Nybroplan

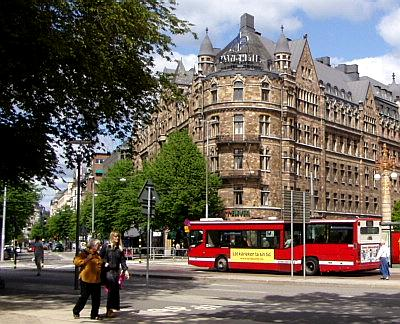
Nybroplan

A stockholmi tágas Nybroplan téren a Birger Jarlsgatan, Strandvägen, Hamngatan és Nybrogatan utcák futnak össze. Itt van a Berzelii park is. Ugyanitt van a Kirsten Ortweds sokat vitatott emlékműkve Raoul Wallenbergről.